# Santa Cecilia (Maderno)
Santa Cecilia è una scultura realizzata nel 1600 da Stefano Maderno e conservata nella basilica di Santa Cecilia in Trastevere di Roma.

## Storia

### Antecedenti storici
Santa Cecilia fu una martire romana vissuta a cavallo tra il II e il III secolo, in un'epoca in cui le prime comunità cristiane seppellivano i propri morti presso le catacombe di san Callisto. Nel IX secolo papa Pasquale I promosse una grande attività di recupero di reliquie e corpi dei santi all'interno di varie chiese della città, e tra essi provvide a trasferire il corpo di Cecilia dalle catacombe, per collocarlo all'interno della basilica a lei dedicata - occupandosi, al contempo, anche del restauro dell'edificio.  Nell'821 il corpo della santa fu ritrovato e avvolto da un panno color oro, che fu poi posto al di sotto dell'altare della basilica di santa Cecilia, a sua volta costruita lì dove, secondo la Legenda Aurea, si trovava la casa della martire.

### La riscoperta e le vicende successive
Nel 1599 il cardinale Paolo Emilio Sfondrati effettuò dei lavori di ristrutturazione all'interno della basilica. Nel corso degli stessi fu rinvenuto il corpo incorrotto di Santa Cecilia e l'evento fu considerato un miracolo. Per tale ragione il cardinale decise di commissionare al Maderno una scultura che riprendesse esattamente la posizione in cui era stata ritrovata la santa, per la quale fu anche progettata una nuova tomba. Al termine dei lavori il corpo fu posto nuovamente al di sotto dell'altare, con la nuova opera dello scultore a testimoniare l'accaduto.
La scoperta del corpo avvenne un anno prima del Giubileo del 1600.  Considerando il momento particolare, in cui i numerosi pellegrini avrebbero visitato molte delle chiese di Roma, la commissione della Santa Cecilia e la ristrutturazione della basilica resero più agevole la visita alle reliquie. Difatti, i fedeli percorrevano la navata sinistra fino ad accedere alla cripta, per osservare il sarcofago contenente la salma; infine, risalivano per le scale fino a ritrovarsi proprio dove si trova la scultura.

## Descrizione

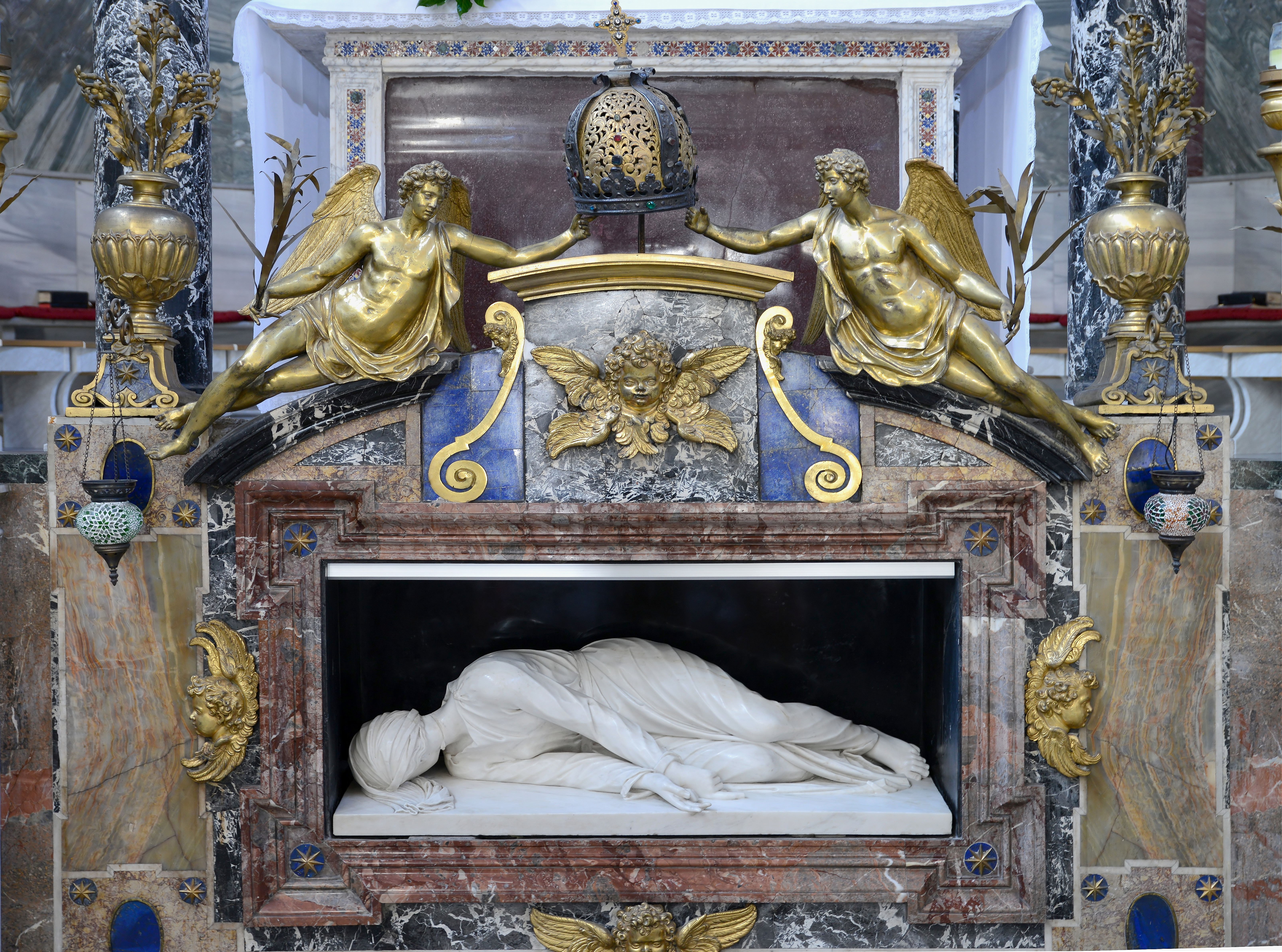
La tomba.

L'opera rappresenta una donna distesa sul fianco destro. La figura indossa un abito semplice, che si raccoglie tra le sue ginocchia e lascia intravedere i contorni del suo corpo, soprattutto grazie alla leggerezza del tessuto. Le pieghe dell'abito creano dei giochi di luci e ombre marcati, dal gusto tipicamente barocco.  La santa dà le spalle all'osservatore e piega il capo, avvolto con delicatezza in un sudario, verso il suolo. Tale scelta consente di rivelare il taglio sulla nuca - segni del suo martirio - causato dai tre colpi del boia (per i quali, peraltro, Cecilia agonizzò tre giorni prima di morire).
Le mani si trovano ravvicinate davanti alle sue gambe, come se fossero state precedentemente legate: con la mano destra Cecilia forma il numero tre, mentre della sinistra ha il solo indice alzato. Tali posizioni si riferiscono al la fede di Cecilia nel dogma della Trinità, secondo cui Dio è uno solo, ma la sua sostanza è comune a tre Persone. Il numero tre potrebbe anche voler ricordare i tre colpi inferti dal carnefice. L'indice della mano destra oltrepassa la base marmorea, squarciando il confine che esiste tra la statua e i pellegrini. Ai piedi dell'opera è possibile leggere un'iscrizione latina composta dal cardinale Sfondrato, che recita "Contempla la somiglianza della santissima vergine Cecilia, che io stesso vidi giacere incorrotta nella tomba. E questa stessa immagine, esattamente nella stessa posizione in cui giaceva il corpo, l'ho espressa per voi nel marmo".

## Analisi
La statua tenta di raffigurare con veridicità il corpo incorrotto di santa Cecilia, sebbene l'influenza dello stile barocco enfatizzi maggiormente la tragedia del martirio. I monumenti funerari ideati per santi e papi in epoca rinascimentale e nel tardo Barocco erano concepiti per rappresentare figure a riposo, come se stessero dormendo. Nella Santa Cecilia la posa non convenzionale di Maderno riflette lo stato in cui fu ritrovato il corpo, sebbene non tutti gli studiosi siano d'accordo con tale tesi. Per molto tempo l'opera è stata considerata un'esatta riproduzione del corpo incorrotto rinvenuto nel 1599; tuttavia, secondo lo storico dell'arte Steven Ostrow la composizione è totalmente elaborata dal Maderno.
La statua orienta la preghiera e la contemplazione, offrendo all'osservatore la possibilità di interfacciarvisi direttamente. Il suo naturalismo, la grandezza naturale e la prossimità ai fedeli accentrano l'attenzione nello spazio della basilica. Il contrasto barocco tra luci e ombre enfatizza la tridimensionalità della Santa Cecilia, che può essere osservata da varie angolazioni, contribuendo a radicarne la presenza fisica e spirituale.